# Dampremy
Dampremy är en ort i Belgien.   Den ligger i provinsen Hainaut och regionen Vallonien, i den centrala delen av landet. Dampremy ligger 118 meter över havet och antalet invånare är 8 566. Orten ligger i storstadsområdet Charleroi.
Runt Dampremy är det i huvudsak tätbebyggt.